# 索里塔馬藍灰蟻鵙
是蚁鵙科蚁鵙属的一种，为巴西东部塞尔希培州到圣保罗州之间的特有种。索瑞蚁鵙曾是大物种蓝灰蚁鵙（T. punctatus）的亚种，但后来被从后者中分出，这一学名现单指现在的北方藍灰蟻鵙。
索里塔馬藍灰蟻鵙的栖息地是低海拔的森林和疏林，更喜爱但非必须生活在潮湿的地方。

## 外部連結
- 维基共享资源上的相關多媒體資源：索里塔馬藍灰蟻鵙
- 維基物種上的相關：索里塔馬藍灰蟻鵙